# Район Алматы

Район Астана
Район Алматы

Район Алматы (каз. Алматы ауданы) — административно-территориальная единица города Актобе. Население — 244 677 человек. Часовой пояс — UTC+5.
30 марта 2018 года на сессии маслихата города Актобе по предложению акима Актобе было принято решение об образовании двух районов и был начат процесс подготовки создания на территории городского акимата Актобе двух административных районов.
Жители предлагали название Илекский район. Во избежание путаницы с другими одноимёнными районами общественниками предлагается дать название — Илекский район.

## Акимы
- Алимбаев, Алмаз Аманбаевич[4]
- Искаков, Медет Жумабаевич[5]